# Позолоченная ярость
«Позолоченная ярость» (англ. Gilded Rage) — предстоящий триллер, снятый Чарли Макдауэллом по собственному сценарию.

## В ролях
- Билл Скарсгард
- Кристоф Вальц
- Лили Коллинз

## Производство
В октябре 2019 года стало известно, что Чарли Макдауэлл снимет фильм по сценарию, написанному совместно с Джастином Ладером, а Билл Скарсгард, Кристоф Вальц и Лили Коллинз примут в нём участие.
Съёмки начались 2 марта 2020 года между Лос-Анджелесом и Нью-Йорком.